# Tetrachelifer vietnamensis
Tetrachelifer vietnamensis es una especie de arácnido del orden Pseudoscorpionida de la familia Cheliferidae.

## Distribución geográfica
Se encuentra en Vietnam.